# أندرو جنكينز (ملحن)
أندرو جنكينز (بالإنجليزية: Andrew Jenkins) هو ملحن ومغن مؤلف أمريكي، ولد في 26 نوفمبر 1895، وتوفي في 25 أبريل 1957.